# Атанас Мурджев
Атанас (Тано) Перев Мурджев или Мурджов с псевдоним А. Планински е български революционер, войвода на Вътрешната македонска революционна организация и Върховния македоно-одрински комитет.

## Биография
Атанас Мурджев е роден на 31 януари 1872 година в Прилеп, тогава в Османската империя. Завършва Солунската българска мъжка гимназия, където се сприятелява с Даме Груев, Пере Тошев и Гьорче Петров. Мурджев е един от първите членове на ВМОРО в 1894 година, привлечен от Груев като агитатор и организатор, а впоследствие става четник.
Гевгелийският ръководител на ВМОРО Илия Докторов пише:
| „ | В тия два хана-хотели, които бяха един до друг постоянно се навъртаха Васил Панчев, поп Стамат Танчев, Атанас Мурджев и Григор Иванов Тотев. Тия четиримата бяха най-доверените помощници на Даме Груев. Чрез тях се уреждаха тайните срещи на Даме Груев с лица идващи от провинцията поорганизационни работи; на тях се възлагаха работи от сериозен характер, те бяха в постоянен конкакт с всички терористи и чрез тях се изпращаше и получаваше тайната поща от провинцията. | “ |

В 1896 година действа с Гоце Делчев в Разлога, а след това в 1897 година участва в организирането на бомболеарната на ВМОРО в село Сабляр. В 1898 година е предаден, арестуван и затворен в Прилеп. Успява да избяга в България. Навлиза с чета в Щипско.
По-късно Мурджев преминава на страната на Върховния комитет и навлиза в Македония с четата на Кочо Муструка.
През април 1901 година е делегат на Осмия македоно-одрински конгрес от Провадийското дружество.
През 1902 година край Сборско пресреща върховистката чета на Тома Пожарлиев, след което двете чети заминават за Прилепско. На 2 септември 1903 година в Руен планина Атанас Мурджев освещава знамето на Разградското македоно-одринско дружество, с което влиза в Македония и участва Илинденско-Преображенското въстание. В началото на въстанието четите на Атанас Мурджев, Тома Пожарлиев, Григор Манасиев, поручик Иван Топчев и Никола Дечев със 152 души се намира в Кратовско. Там се сражават на 25 септември над Луково 15 часа и дават 8 жертви, сред които и войводите Григор Манасиев, Иван Топчев и Никола Дечев.
След това Мурджев се изтегля в България, където става войвода на новоорганизирана чета от 400-500 души, заедно със Сотир Атанасов, Никола Пушкаров и Димитър Ганчев. В неговата чета е и Григор Соколов - Ляме, който след последвал скандал между двамата минава на страната на сръбската пропаганда в Македония.
Четата води боеве с турски аскери при Крива паланка и Долна Любата. След потушаването на въстанието войводата Мурджев пази въстаническото знаме в своя дом, а през 1943 година го предава на Главния военен музей.
При избухването на Балканската война в 1912 година е доброволец в Македоно-одринското опълчение и служи в четите на Яне Сандански и Дончо Златков и в нестроевата рота на 13 кукушка дружина.
През май 1913 година е избран за член на революционния щаб на Тиквешкото въстание. След Междусъюзническата война се установява в България.
През Първата световна война получава задача от командването на българската армия да прочиства Македония от чети на сръбската пропаганда. Участва в потушаването на Топлишкото въстание като командир на партизански взвод.
Почива в Тетевен на 21 април 1944 година.